# فانكلي
فانكلي (بالإنجليزية: Vankalai)‏ هي منطقة سكنية تقع في سريلانكا في مديرية منار ‏.